# Communauté de communes de Granville, Terre et Mer
La communauté de communes de Granville, Terre et Mer est une communauté de communes française, située dans le département de la Manche en Normandie.

## Historique
La communauté de communes est née le 1er janvier 2014, issue de la fusion de la communauté de communes des Delles, de la communauté de communes entre Plage et Bocage, de la communauté de communes du Pays granvillais et de la communauté de communes du Pays hayland (à l’exception des communes de Champcervon, La Rochelle-Normande, Le Luot, Le Tanu, Sainte-Pience et Subligny) et de l’adhésion des communes de Carolles, Champeaux et Saint-Pierre-Langers issues de la communauté de communes de Sartilly - Porte de la Baie.
La commune des Chambres (appartenant à la communauté de communes de Granville, Terre et Mer) est supprimée le 1er janvier 2016 et intégrée au sein de la commune nouvelle du Grippon appartenant à la communauté de communes Avranches - Mont-Saint-Michel. Ce rattachement est officialisé par arrêté préfectoral du 11 mai 2016.

## Territoire communautaire

### Géographie
Située dans le sud-ouest du département de la Manche, la communauté de communes de Granville, Terre et Mer regroupe 32 communes et s'étend sur 282,8 km2.

Carte de la communauté de communes de Granville, terre et mer
Situation dans le département au 1er janvier 2014
Situation dans le département au 1er janvier 2017 (avec les communes nouvelles)
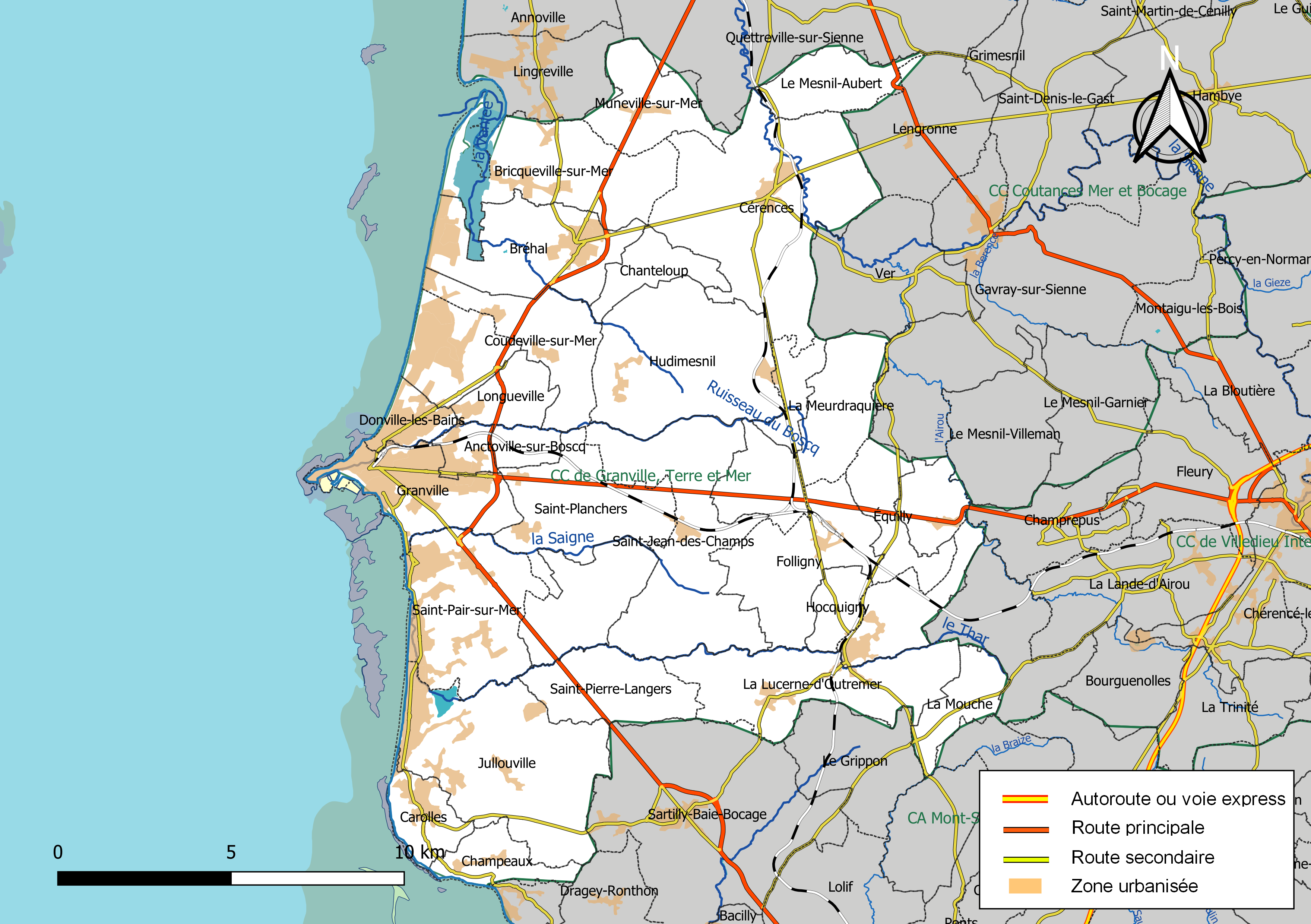
Carte de la communauté de communes de Granville, Terre et Mer au 1er janvier 2019

### Composition
La communauté de communes est composée des 32 communes suivantes :

| Nom                        | Code Insee | Gentilé        | Superficie (km2) | Population (dernière pop. légale) | Densité (hab./km2) |
| -------------------------- | ---------- | -------------- | ---------------- | --------------------------------- | ------------------ |
| Granville (siège)          | 50218      | Granvillais    | 9,9              | 12 799 (2022)                     | 1 293              |
| Anctoville-sur-Boscq       | 50008      | Anctovillais   | 2,15             | 438 (2022)                        | 204                |
| Beauchamps                 | 50038      | Beauchanais    | 4,1              | 438 (2022)                        | 107                |
| Bréhal                     | 50076      | Bréhalais      | 12,71            | 3 480 (2022)                      | 274                |
| Bréville-sur-Mer           | 50081      | Brévillais     | 6,86             | 785 (2022)                        | 114                |
| Bricqueville-sur-Mer       | 50085      | Bricquais      | 12,88            | 1 263 (2022)                      | 98                 |
| Carolles                   | 50102      | Carollais      | 3,85             | 768 (2022)                        | 199                |
| Cérences                   | 50109      | Cérençais      | 26,04            | 1 806 (2022)                      | 69                 |
| Champeaux                  | 50117      | Champelais     | 4,29             | 341 (2022)                        | 79                 |
| Chanteloup                 | 50120      | Chanteloupais  | 4,17             | 393 (2022)                        | 94                 |
| Coudeville-sur-Mer         | 50143      | Coudevillais   | 8,7              | 873 (2022)                        | 100                |
| Donville-les-Bains         | 50165      | Donvillais     | 2,75             | 3 133 (2022)                      | 1 139              |
| Équilly                    | 50174      | Équillais      | 5,65             | 194 (2022)                        | 34                 |
| Folligny                   | 50188      | Follignais     | 11,8             | 1 109 (2022)                      | 94                 |
| La Haye-Pesnel             | 50237      | Haylands       | 6,29             | 1 261 (2022)                      | 200                |
| Hocquigny                  | 50247      | Hocquignais    | 3,05             | 194 (2022)                        | 64                 |
| Hudimesnil                 | 50252      | Hudimesnillais | 18,68            | 926 (2022)                        | 50                 |
| Jullouville                | 50066      | Jullouvillais  | 21,88            | 2 401 (2022)                      | 110                |
| Longueville                | 50277      | Longuevillais  | 4,07             | 612 (2022)                        | 150                |
| Le Loreur                  | 50278      | Lorois         | 3,23             | 262 (2022)                        | 81                 |
| La Lucerne-d'Outremer      | 50281      | Lucernais      | 14,48            | 847 (2022)                        | 58                 |
| Le Mesnil-Aubert           | 50304      | Mesnillais     | 5,96             | 195 (2022)                        | 33                 |
| La Meurdraquière           | 50327      | Meurdracs      | 7,6              | 195 (2022)                        | 26                 |
| La Mouche                  | 50361      | Moucherons     | 4,43             | 246 (2022)                        | 56                 |
| Muneville-sur-Mer          | 50365      | Munevillais    | 7,42             | 494 (2022)                        | 67                 |
| Saint-Aubin-des-Préaux     | 50447      | Saint-Aubinais | 8,24             | 475 (2022)                        | 58                 |
| Saint-Jean-des-Champs      | 50493      | Saint-Jeannais | 19,4             | 1 521 (2022)                      | 78                 |
| Saint-Pair-sur-Mer         | 50532      | Saint-Pairais  | 14,42            | 4 372 (2022)                      | 303                |
| Saint-Pierre-Langers       | 50540      | Saint-Pierrais | 8,4              | 621 (2022)                        | 74                 |
| Saint-Planchers            | 50541      | Pancratiens    | 11,96            | 1 451 (2022)                      | 121                |
| Saint-Sauveur-la-Pommeraye | 50549      | Pommériens     | 5,27             | 401 (2022)                        | 76                 |
| Yquelon                    | 50647      | Yquelonnais    | 2,14             | 1 186 (2022)                      | 554                |

## Administration
Le siège de la communauté de communes est situé à Granville.

### Conseil communautaire
L'intercommunalité est gérée par un conseil communautaire composé de 61 délégués issus de chacune des communes membres et élus pour une durée de six ans.
Les délégués sont répartis comme suit :
| Nombre de délégués | Communes |
| ------------------ | --- |
| 17                 | Granville |
| 5                  | Saint-Pair-sur-Mer |
| 4                  | Bréhal, Donville-les-Bains |
| 3                  | Jullouville |
| 2                  | Cérences |
| 1                  | Anctoville-sur-Boscq, Beauchamps, Bréville-sur-Mer, Bricqueville-sur-Mer, Carolles, Champeaux, Chanteloup, Coudeville-sur-Mer, Équilly, Folligny, Hocquigny, Hudimesnil, La Haye-Pesnel, La Lucerne-d'Outremer, La Meurdraquière, La Mouche, Le Loreur, Le Mesnil-Aubert, Longueville, Muneville-sur-Mer, Saint-Aubin-des-Préaux, Saint-Jean-des-Champs, Saint-Pierre-Langers, Saint-Planchers, Saint-Sauveur-la-Pommeraye, Yquelon |

### Présidence
Élu avec 36 voix sur 70 lors de la première réunion du conseil communautaire le 18 décembre 2013, le premier président de l'intercommunalité est Albert Noury, battant Daniel Caruhel, le président de communauté de communes du Pays granvillais et maire de Granville.
| Période      | Période      | Identité         | Étiquette | Qualité                     |
| ------------ | ------------ | ---------------- | --------- | --------------------------- |
| janvier 2014 | avril 2014   | Albert Noury     |           | maire de Saint-Pair-sur-Mer |
| avril 2014   | juillet 2020 | Jean-Marie Sévin | SE        | maire de Carolles           |
| juillet 2020 | En cours     | Stéphane Sorre   | SE        | maire d'Yquelon             |

## Compétences
La fusion des communautés de communes des Delles, Entre Plage et Bocage, du Pays Granvillais et du Pays Hayland emporte les
conséquences suivantes sur les syndicats :
- La communauté de communes issue de la fusion est substituée à la communauté de communes des Delles, la communauté de communes entre Plage et Bocage, la communauté de communes du Pays granvillais et la communauté de communes du Pays hayland au sein des syndicats dont ces dernières sont membres (et pour les anciens périmètres considérés) :
- Syndicat mixte du SCOT du Pays de la Baie
- Syndicat mixte du Pays de la Baie du Mont-Saint-Michel
- Syndicat mixte des bassins versants des côtiers granvillais
- Syndicat mixte d’assainissement de l’agglomération granvillaise
- SIRTOM de la Baie et de la vallée du Thar
- Syndicat mixte de la Perrelle
- Syndicat mixte de production en eau potable de la Bergerie
- Syndicat des plages de la Vanlée
- Syndicat intercommunal d’aménagement et d’entretien de la Sienne

La communauté de communes issue de la fusion devra désigner ses représentants dans les règles et conditions fixées par les statuts desdits syndicats.
- Syndicat mixte intercommunal de défense contre l’incendie et de secours du canton de Granville

En application de l’article L.5212-33 du CGCT, rendu applicable aux syndicats mixtes par renvoi de l’article L.5711-1 du même code, les syndicats constitués d’un seul membre sont dissous de plein droit. Ce syndicat mixte ne comprend plus qu’un seul membre à compter du 1er janvier 2014. En conséquence, il sera dissous le 31 décembre 2013 et ses compétences sont donc reprises de plein droit à cette date par la communauté de communes issue de la fusion.
- En fonction des éventuelles prises de compétences ou rétrocession de compétences, il conviendra d’examiner les possibles interactions avec les autres syndicats présents sur le territoire, d’autant que la rédaction des statuts des EPCI ne permet pas toujours de connaître avec précision les compétences effectivement transférées.

Sont notamment présents, en tout ou partie, sur le territoire de la communauté de communes issue de la fusion :
- Syndicat intercommunal d’électrification de La Haye-Pesnel
- Syndicat intercommunal à vocation multiple de la Baie de Scissy
- Syndicat départemental d’énergies de la Manche
- Syndicat intercommunal scolaire de Longueville-Yquelon
- Syndicat intercommunal à vocation unique des écoles publiques du secteur de La Haye-Pesnel
- Syndicat intercommunal d’action sociale du canton de Granville
- Syndicat intercommunal pour l’exploitation du terrain de camping de Donville-les-Bains-Granville
- Syndicat intercommunal à vocation unique d’assainissement de Plotin
- Syndicat intercommunal d’alimentation en eau potable de Saint-Plancher
- Syndicat intercommunal d’alimentation en eau potable de La Haye-Pesnel
- Syndicat intercommunal d’alimentation en eau potable de Champeaux
- Syndicat intercommunal du logement de l’agglomération granvillaise